# Air Transport Pyrénées
Air Transports Pyrénées (ATP) (code AITA : TF code OACI : TPR), connu également sous le premier nom de Avions Taxis Pyrénées, était une compagnie aérienne régionale française créée en 1983 et basée sur l'aéroport de Pau (Pyrénées-Atlantiques).

## Histoire
C'est à la fin de l'année 1983 qu'a été créée la société de taxi à la demande et d'évacuation sanitaire Avions Taxis Pyrénées.
A la fin des années 80, la compagnie qui s'appelait alors Air Transport Pyrénées s'aventurait dans le transport régulier de passagers en ouvrant des lignes au départ de l'aéroport de Pau vers Nantes, Le Havre, Rouen, Lille et Biarritz.
En 1991, l'activité principale d'ATP est le transport à la demande pour un chiffre d'affaires 22,9 millions de francs contre 13,5 millions pour les lignes régulières.
En 1992, elle se rapproche de la compagnie Air Vendée et de son Président Directeur Général Jean-Paul Dubreuil qui  avec Air Exel et Airlec, créé un regroupement des activités lignes régulières des compagnies, qui donnera naissance à Régional Airlines et dont Air Transport Pyrénées entre au capital pour 12%. Le nom de la compagnie ne change pas contrairement à Air Vendée et Airlec.  
En 1994, ATP avait transporté 10 112 passagers sur ses lignes et 17 000 en 1991 pour un taux de remplissage des avions de 40%. L'activité principale d'ATP est le transport à la demande pour un chiffre d'affaires 22,9 millions de francs contre 13,5 millions pour les lignes régulières. 
En 1995, c'est la compagnie Proteus Airlines (basée sur l'aéroport de Dijon) qui reprenait les actifs et le fonds de commerce d'ATP placée en redressement judiciaire par le Tribunal de Commerce de Pau. 
La société "Nouvelle Air Transport Pyrénées" était alors créée en 1995 via la société Proteus Développement présidée par Bernard Stouff et Franck Devaux, lui-même P-Dg de la compagnie Proteus Airlines. 
ATP volait encore sous son propre nom jusqu'en 1997 mais toujours référencée par Proteus Airlines et Régional Airlines.
Elle était absorbée par Proteus Airlines et Bourgogne Air Maintenance au 1er janvier 1997 via la société Proteus Développement basée sur l'aéroport de Dijon-Bourgogne-Longvic.
ATP disposait alors de plusieurs avions dont deux Beechcraft 100 (F-GJPA et F-GELR), un Beechcraft 90 (F-GICE), un Cessna FR.172F (F-BRBI) et un Piper PA-38-112 (F-GCCF). Elle était implantée sur les plateformes aéroportuaires de Pau, Castres et Rodez.
En 2001, Proteus Airlines fusionnait avec Régional Airlines (Groupe Air France depuis 2000) pour devenir Régional qui devenait en 2003, Air France Hop !.

## Le réseau
En 1989, ATP exploitait les lignes:
- Pau - Nantes - Le Havre, Pau - Nantes - Rouen, Pau - Nantes - Lille et Pau - Biarritz[10].

En 1991:
- Pau - Nantes, Toulouse - St Etienne, St-Etienne - Lille[11].

En 1992:
- Pau - Nantes et Toulouse-St-Etienne[10].

En 1995:
- Pau - Nantes, Toulouse - St Etienne, Castres - Rodez - Lyon[10].

Elle a également exploité les lignes: Rouen-Amsterdam pour Air Vendée et Castres-Grenoble.

## Flotte
ATP a exploité:
- Beechcraft A100 King Air immatriculés F-GFEV[14],[15], F-GJPA et F-GELR,
- Beechcraft King Air 65-B90 immatriculé F-GICE,
- Beechcraft B200 immatriculé F-GFDM[16],
- Beechcraft 1900 immatriculé F-GJTP (loué à Flandre Air)[17],
- Cessna FR.172 immatriculé F-BRBI[18],
- Piper PA-38-112 Tomahawk immatriculé F-GCCF.

## Logothèque

Logo d'Air Transport Pyrénées en 1989
Logo d'Air Transport Pyrénées en 1992
Logo d'Air Transport Pyrénées en 1995